# Steven Sinofsky

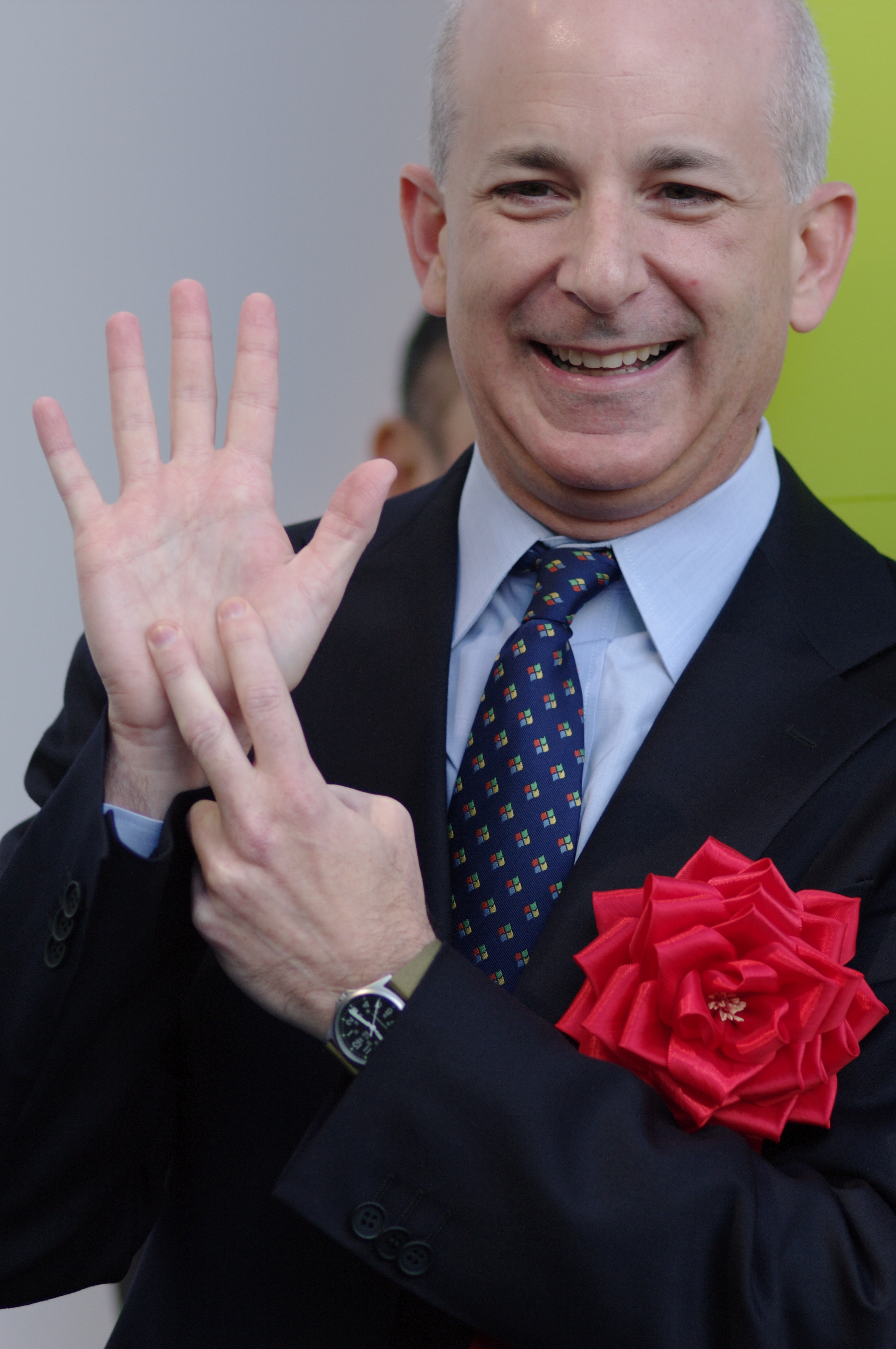
Steven Sinofsky (2009)

Steven Jay Sinofsky (* 6. Oktober 1965 in New York City) war von Juli 2009 bis November 2012 der Geschäftsleiter der Windows Division bei Microsoft. Er war zuständig für die Entwicklung und das Marketing von Windows, Windows Live und Internet Explorer.

## Biographie
Sinofsky erlangte 1987 einen Bachelor-Grad an der Cornell University sowie 1989 einen Master-Grad an der University of Massachusetts Amherst in Informatik.
Im Juli 1989 trat Steven Sinofsky dem Unternehmen Microsoft als Ingenieur für Softwareentwicklung bei. Als 1994 die Microsoft-Office-Produktreihe entstand, wurde er darauf Chef für Programmverwaltung und leitete die Entwicklung für die gemeinsamen Technologien in Microsoft Office 95 und Microsoft Office 97. Fünf Jahre war Sinofsky Ingenieur für Softwareentwicklung und Projektleiter der Gruppe für Tools, in der er maßgeblich an der Entstehung der ersten Versionen der Microsoft Foundation Classes C++ Bibliothek für Microsoft Windows und Microsoft Visual C++ beteiligt war.
Zuvor beaufsichtigte er den Fortgang der Microsoft Office Systemprogramme, Server und Dienste. Außerdem war er für die Entwicklungen von Microsoft Office 2007 und dem neuen Ribbon-UI, für Microsoft Office 2003, Microsoft Office XP und Microsoft Office 2000 zuständig. Steven Sinofsky hat sich aktiv bei der Rekrutierung für Microsoft beteiligt. In seinem TechTalk-Blog schrieb Sinofsky ausführlich über seine Bemühungen und was es heißt, ein Angestellter von Microsoft zu sein.
Sinofsky leitete die Teams, die an Windows 7 und später Windows 8, dem Internet Explorer 10 und der Windows Live Wave 5 arbeiten.
Am 13. November 2012 verließ Sinofsky Microsoft unerwartet. Das Unternehmen gab keine Gründe für sein Ausscheiden bekannt, Experten vermuten sie aber in einem Konflikt mit Steve Ballmer. Sinofsky wurde zeitweise sogar als dessen Nachfolger gehandelt. Zu seinen Nachfolgerinnen wurden Julie Larson-Green und Tami Reller ernannt.